# Wietługa (rzeka)
Wietługa (mar. Wütla, ros. Ветлуга) – rzeka w Rosji przeduralskiej, lewy dopływ Wołgi w zlewisku Morza Kaspijskiego.
Długość - 889 km, powierzchnia zlewni - 39,4 tys. km², średni roczny przepływ - 255 m³/s. Spławna i żeglowna na odcinku ponad 700 km od ujścia. 
Ważniejsze miasta nad Wietługą: Wietługa.